# Эквен
Эквен — поселение каменного века древних эскимосов на северо-востоке Чукотки. Расположено в 30 км от посёлка Уэлен. Здесь находятся древние погребения Чукотки — Эквенский и Уэленский могильники. Место раскопок археологов Государственного музея Востока. В могильнике обнаружены свидетельства существования женщин-шаманов, всего в нём около ста захоронений, изучением которых занимается российский учёный Михаил Бронштейн.
В 2019 году поселение и могильник Эквен, а также поселения Наукан и Нунак, вместе представляющие культуру морских арктических зверобоев, вошли в российский предварительный список объектов ЮНЕСКО.
Анализ ДНК образцов из Эквенского и Уэленского могильников (ок. 2 тыс. лет до настоящего времени) показал, что в генофонде неоэскимосских культур Чукотки помимо древней палеосибирской основы было примерно 30 % палеоиндейского компонента, который был найден у представителей культуры Кловис, что доказывает обратную миграцию неоэскимосов из Америки на территорию крайнего Северо-Востока Азии (Чукотки).